# 魔牙霊 -magatama-
『魔牙霊 -magatama-』は、2003年11月20日にマイクロソフトから発売された、Xbox用アクションゲームである。

## 概要
日本マイクロソフトがXboxにて開発した初のゲームソフトであり、『ファイナルファンタジーVII』と『ファイナルファンタジーIX』のメインプログラマーだった川井博司がマイクロソフトに移った時に開発したゲームである。

## 登場キャラクター
声優の名前は本作出演時のもの。
シナト
声：岸尾大輔
モンカン
声：中博史
クスノキ
声：小森創介
アシカガ
声：廣田行生
クレハ
声：永田亮子
ドウヨ
声：山田美穂

## 関連書籍
- 『魔牙霊 パーフェクトガイド』、エンターブレイン、ISBN 9784757716872、※絶版